# Superklasse
Superklasse var ett matlagningsprogram som gick i TV4 hösten 2002. Programledarna Sebastian Hedin och Jens Sjögren, som lagat mat åt bland annat afrikanska ambassadörer och ubåtsbesättningar, besökte olika familjer och kollektiv i Sverige och tillagade maten i deras kök. Syftet var att inte väga och mäta upp ingredienserna i någon större utsträckning, utan att uppmana tittarna till att experimentera i matlagningen. Programmet gick endast i en säsong, 12 avsnitt. Som signaturmelodi i programmet användes låten One of These Things First av Nick Drake.